# ين شيا-كان
ين شيا-كان (بالصينية: 嚴家淦) (و. 1905 – 1993 م) هو سياسي من الصين ولد في سوجو.

## روابط خارجية
- ين شيا-كان على موقع الموسوعة البريطانية (الإنجليزية)
- ين شيا-كان على موقع مونزينجر (الألمانية)